# Beyblade Burst

Beyblade Burst (ベイブレードバースト Beiburēdo Bāsuto?) 
es un manga y línea de juguetes japonesa creada por Hiro Morita, originalmente basado en la franquicia Beyblade de Takara Tomy. La tercera encarnación de la serie después de la saga de Metal Fight, la línea de juguetes fue lanzada en 15 de julio de 2015, mientras que el manga original fue serializado en la revista Shōnen  CoroCoro Cómic de Shogakukan en agosto del 2015 hasta diciembre de 2021. Esta actualmente compilado a veinte volúmenes Tankōbon. Una adaptación al anime por OLM  fue transmitida desde el 4 de abril de 2016 hasta el 18 de marzo de 2022. Hasbro Y Sunrights licenciaron el anime y la línea de juguetes en occidente. Es el primer doblaje en inglés de Beyblade que no fue licenciado por Nelvana. En España, la serie se estrenó en Boing el 3 de julio de 2017 de Burst, la serie se estrenó en Boing el 4 de junio de 2018 de Burst Evolution, la serie se estrenó en Boing el 24 de junio de 2019 de Burst Turbo, la serie se estrenó en Boing el 23 de marzo de 2020 de Burst Rise, la serie se estrenó en Boing el 18 de septiembre de 2021 de Burst Surge, y la serie se estrenó en Boing el 29 de agosto de 2022 de Burst QuadDrive.
Una séptima y última temporada titulada "Beyblade Burst QuadStrike" está programada para estrenarse en primavera de 2023 para el mercado internacional.

## Argumento

### Beyblade Burst
La historia va alrededor de Valt Aoi y sus compañeros de clase, entre los que están Shu Kurenai quien es su mejor amigo desde la infancia. Valt quien es el protagonista principal la serie quiere enfrentar a todos los Bladers posiblemente fuertes y demostrar que el es el mejor de todos, el objetivo de Valt es divertirse con sus amigos, y ganar el título del mejor Blader de Japón pero para ello deberá enfrentarse a muchos Bladers más fuertes y enfrentar todos los obstáculos para derrotar al invicto Campeón Nacional de Japón Lui Shirosagi.

### Beyblade Burst Evolution
Valt Aoi, que participó en el Torneo Nacional de Japón, fue seleccionado para el prestigioso equipo español "BC Sol" y se dirige a España. ¡Con la vista puesta en el mundo, Valt y sus amigos comienzan su desafío para la Liga Mundial! Sin embargo, si quieren clasificarse para la Liga Mundial, primero deben ganar la Liga Europea en batallas de equipo. ¿Podrá Valt llevar a BC Sol a la Liga Mundial? ¿Y podrá derrotar a los Bladers más fuertes del mundo? Valt tiene muchas sorpresas a lo largo de su viaje para convertirse en el mejor Blader del mundo junto con su compañero Genesis Valtryek. Mientras tanto, Shu Kurenai intenta volverse más fuerte pero Free de la Hoya le gana sumado a la frustración de su derrota contra Lui Shirosagi en la semifinal del Torneo Nacional de Japón , esto lo lleva a hacerse un Blader Oscuro en la organización Snake Pit y el antagonista principal de la segunda temporada conocido como Ojo Rojo, ¡La historia de lucha feroz y crecimiento de Valt comienza cuando él pone su mirada en la cima del mundo, enfrentándose a los mejores Bladers del mundo en la Copa Internacional de Bladers para llegar a la final, pero no será fácil porque el Snake Pit y Ojo Rojo (Shu Kurenai) se interponen!

### Beyblade Burst Turbo
Dos años después de la Copa internacional de Bladers, la historia se centra en Aiger Akabane, un "niño salvaje" que creció en la naturaleza. Después de encontrar y luchar contra Valt Aoi y al Turbo Bey: Wonder Valtryek, forja su propio Turbo Bey: Z Achilles, que es el héroe que siempre ha admirado y ahora lo acompañara en su viaje para convertirse en el mejor Blader del mundo. ¡Su objetivo es luchar contra cualquier oponente más fuerte para volverse cada vez más fuerte! pero su fuerte resonancia con Achilles lo lleva a un lado oscuro y se deja llevar por su arrogancia y superioridad ante sus oponentes más fuertes sin saber el verdadero significado del beyblade.

### Beyblade Burst Rise
Un año después de la batalla de Valt Aoi y Aiger Akabane por el título de Campeón Mundial, un nuevo Blader llamado Dante Koryu se siente inspirado en el beyblade gracias a Valt y su Gamma Bey: Sword Valtryek; Dante se dirige a Japón, el lugar donde el Beyblade nace. Dante junto a su compañero, Ace Dragon, hacen su viaje en el camino, pero no será fácil, ¡hay muchos competidores fuertes y junto con sus Gamma Beys se interponen en su camino, entre ellos Los Tres en ascenso! Dante pronto se da cuenta de que tendrá que hacer lo que sea necesario para profundizar su vínculo con Dragon.

### Beyblade Burst Surge
Un año después de la batalla de Las Victorias contra Inferno, el beyblade cambia a una forma mucho más mejorada y avanzada, los Lightning Beys. Dos hermanos fascinados de estos asombrosos beys, Hikaru Hizashi y Hyuga Hizashi crean a sus propios Lightning Beys: Super Hyperion y Kolossal Helios, con el objetivo de convertirse en los mejores Bladers del mundo. ¡Aunque las cosas no serán tan fáciles para ellos tan pronto ya que el Blader Legendario Valt Aoi y las leyendas de beyblade se interponen en su camino para retarlos en batalla! Si Hikaru y Hyuga quieren ser los mejores Bladers del mundo, tendrán que superar estos obstáculos y mostrar su conexión con sus Beys.

### Beyblade Burst QuadDrive
Unos meses después de la batalla entre los hermanos Hizashi contra Lain Valhalla y Shu Kurenai, un nuevo Blader llamado Bel Daizora llega al mundo y se autoproclama como el "Principe Oscuro", que ha derrotado a innumerables Bladers de todo Japón. Con su compañero bey, Destruction Belfyre, a su lado, Bel no deja que ningún oponente lo derrote. Sin embargo al darse de que hay Bladers mucho más fuertes como Valt Aoi y las leyendas de beyblade en el mundo, desea enfrentarlos para volverse aún más fuerte. Pero el camino no será demasiado fácil, Bel tendrá que superar montón de obstáculos, y mejorar su bey las veces que sean para tener el bey más fuerte y derrotar a todos los amigos, rivales y enemigos si quiere que todos vean que el Príncipe Oscuro es el Blader más fuerte del mundo.

## Anime
Un doblaje al inglés del anime fue estrenado en Teletoon en Canadá el 10 de septiembre de 2016 y en Disney XD el 2 de octubre. El doblaje fue estrenado en 9Go! en Australia el 5 de diciembre de 2016 y en Disney XD en los Estados Unidos el 19 de diciembre de 2016 En Italia es emitido por K2.
En Latinoamérica, el anime de Beyblade Burst se podía ver en Cartoon Network. El tema de apertura para la serie es "Burst Finish!", por Tatsuyuki Kobayashi, mientras el tema de final es "Believe", por Shiklamen.